# Амстердамски метро
Амстердамски метро је брзи транзитни систем који опслужује Амстердам. До 2019. опслуживао је и општину Амстелвен, али је ова рута затворена и претворена у трамвајску линију. Мрежа је у власништву града Амстердама, а управља општинско предузеће за јавни превоз, које такође управља трамвајима, бесплатним трајектима и локалним аутобусима.
Систем метроа се састоји од пет рута и опслужује 39 станица, укупне дужине од 42,7 километара.